# Nuoto ai XVII Giochi paralimpici estivi - Donne 150 metri misti
La gara di nuoto 150 metri misti femminili ai XVII Giochi paralimpici estivi si è svolta il 1º settembre 2024 alla Paris La Défense Arena.

## Programma
L'unico evento, destinato alla classe SM4, era articolato in una serie di batterie di qualificazione che si sono svolte in mattinata; la finale è stata disputata la sera del medesimo giorno.

## Risultati
Tutti i tempi sono espressi in minuti e secondi.
| Pos. | Atleta                      | Nazione                     | Tempo   | Note                                |
| ---- | --------------------------- | --------------------------- | ------- | ----------------------------------- |
|      | Tanja Scholz (SM3)          | Germania                    | 2:51,31 | Record paralimpico · Record europeo |
|      | Nataliia Butkova            | Atleti Paralimpici Neutrali | 2:54,68 |                                     |
|      | Lidia Vieira da Cruz        | Brasile                     | 2:57,16 | Record panamericano                 |
| 4    | Gina Boettcher              | Germania                    | 2:57,44 |                                     |
| 5    | Peng Qiuping                | Cina                        | 3:00,93 |                                     |
| 6    | Nely Edith Miranda Herrera  | Messico                     | 3:03,49 |                                     |
| 7    | Maryna Verbova              | Ucraina                     | 3:04,70 |                                     |
| 8    | Patricia Pereira dos Santos | Brasile                     | 3:05,99 |                                     |